# La cicatrice
La cicatrice (Blizna) è un film del 1976 diretto da Krzysztof Kieślowski.
Primo lungometraggio del regista polacco ad uscire nelle sale cinematografiche, è basato su una novella di Romuald Karas.